# 佐藤亮太
佐藤 亮太（さとう りょうた、1973年5月8日 - ）は、東京都出身の俳優。

## 略歴
- 日本大学芸術学部映画学科演技コース卒業。血液型AB型。身長165cm。体重60kg。靴25.5cm。
- 父は映画『男はつらいよ』シリーズの寺男源吉（源公）役で知られる俳優・佐藤蛾次郎。
- 1996年『交通調査員』（スカイパーフェクTV!）の主役でデビュー。2006年に出演した『魔弾戦記リュウケンドー』では、父がかつて演じた源公のオマージュのキャラクター「ガジロー」を演じて話題になった。
- 『トミカヒーロー レスキューフォース 爆裂MOVIE マッハトレインをレスキューせよ!』の同時上映作『爆走!トミカヒーローグランプリ』では父との親子共演を果たした。

## 出演

### 映画
- マルタイの女（1997年） - 大木の共犯者役
- たそがれ清兵衛（2002年）
- ゴジラ×モスラ×メカゴジラ 東京SOS（2003年） - 望月整備士役[1]
- ミラーを拭く男（2004年）
- 隠し剣鬼の爪（2004年） - 番小屋の小者役
- 武士の一分（2006年）
- 母べえ（2008年）
- 爆走!トミカヒーローグランプリ（2008年） - ガジロー役

### テレビ
- ドラマ新銀河・コラ!なんばしよっと3（1997年、NHK総合） - 富夫役
- 透明少女エア（1998年、テレビ朝日） - 博士役
- ウルトラシリーズ
  - ウルトラマンダイナ（1997〜1998年、毎日放送） - ガゼル航海士、真司役
  - ウルトラマンネクサス（2004〜2005年、毎日放送） - 青野康役
- 土曜ワイド劇場 ママさん記者明衣子の事件（1999年、テレビ朝日） - 高田カメラマン 役
- よい子の味方（2004年、TBS） - 四方俊平役
- 魔弾戦記リュウケンドー（2006年、テレビ東京） - ガジロー役
- 逃亡者 おりん（2007年、テレビ東京） - 為吉役
- 人名探究バラエティー 日本人のおなまえっ!「佐藤」編（2017年、NHK総合）
- 大富豪同心（2019年、NHK BSプレミアム/NHK総合） - 瓦版屋 役

### 吹き替え

#### 海外ドラマ
- アニマル・レスキュー・キッズ（ノア・スタンフォード）
- サンダーストーン未来を救え！（ホロコップ）
- GO!GO!ジェット
- 美しき日々（オ・ジョンフン）
- 風の国（コンチャン）
- 善徳女王（コド）
- 私も、花！（パク・テファ）
- 光と影（ヤン・ドンチョル）
- ファッション王（チャン・イルグク）
- 太陽を抱く月
- 武神（カビ）
- その冬、風が吹く（シム・ジュンテ）
- 根の深い木（パクポ）
- ホジュン伝説の心医（イム・オグン）
- トライアングル（ヤン・ジャンス）
- 王の顔（イム・ヨンシン）
- 100日の郎君様（ヤン内官[2]）